# القمة الخليجية 2017 (الكويت)
قمة مجلس التعاون الخليجي 2017 أو القمة الخليجية 38 عقدت في يوم الثلاثاء 5 ديسمبر 2017 بقصر بيان بدولة الكويت برئاسة صاحب السمو الشيخ صباح الأحمد الصباح أمير دولة الكويت , ناقشت القمة العديد من المواضيع، من بينها الحرب على الإرهاب والتطرف وحرب اليمن والأزمة السورية والقضية الفلسطينية.
كما دعت القمة إلى تطوير أداء مجلس التعاون الخليجي والارتقاء بمستوى التعاون وصولا إلى التكامـل الاقتصـادي في سنة 2025.

## المشاركون

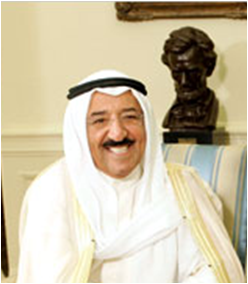
الكويت صاحب السمو الشيخ صباح الأحمد الجابر الصباح أمير دولة الكويت (رئيس الاجتماع)
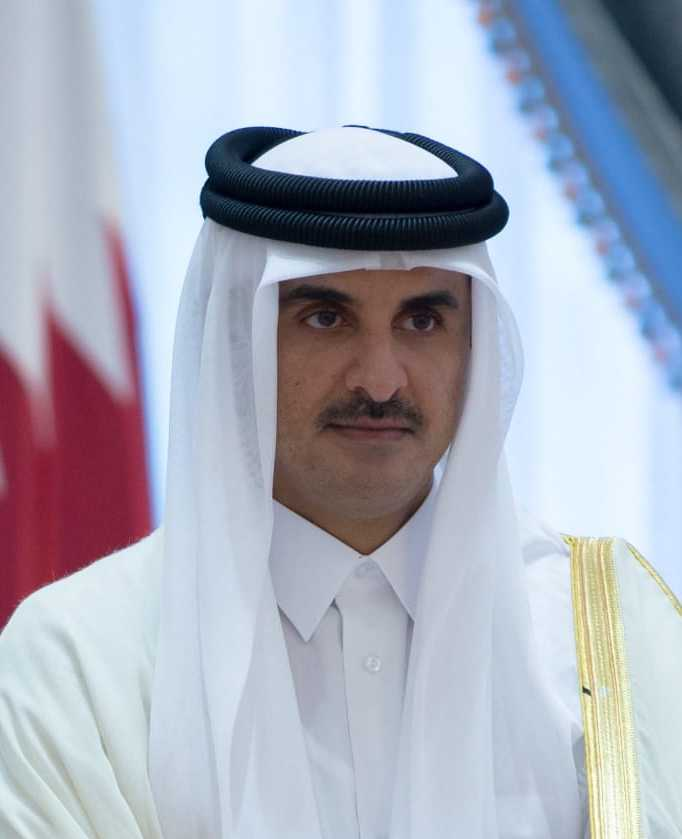
قطر صاحب السمو الشيخ تميم بن حمد آل ثاني أمير دولة قطر
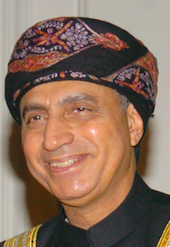
عُمان صاحب السمو السيد فهد بن محمود آل سعيد نائب رئيس الوزراء لشؤون مجلس الوزراء
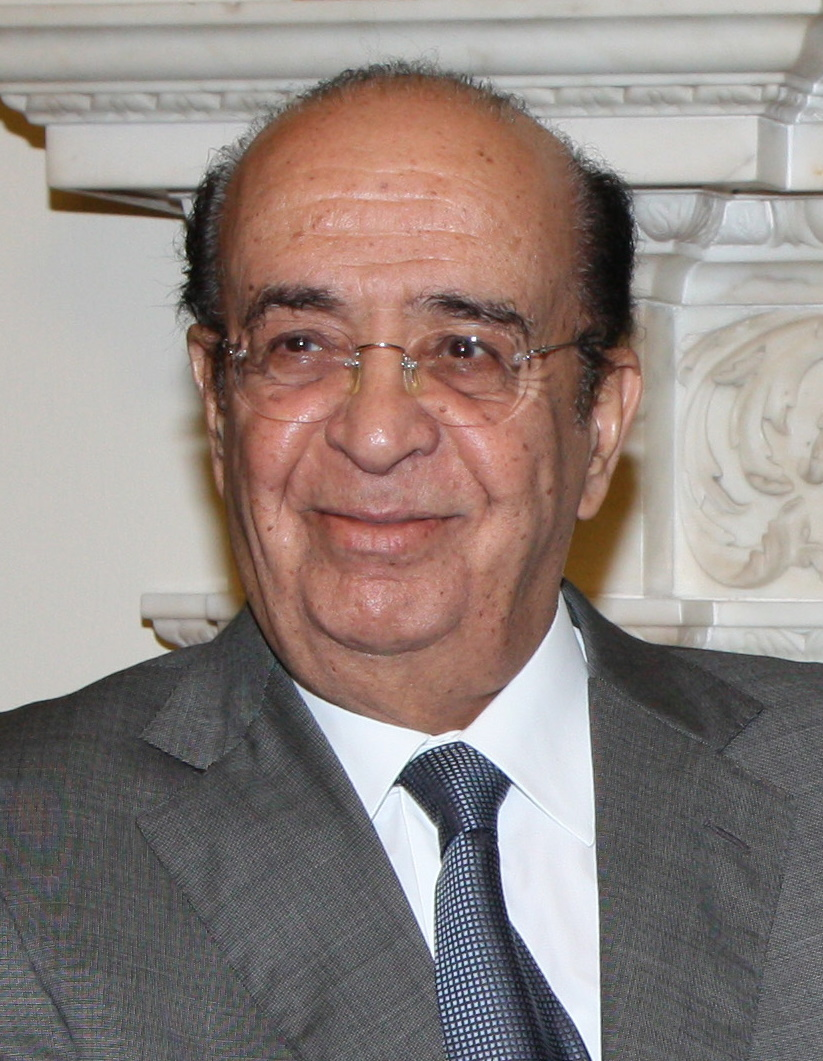
البحرين سمو الشيخ محمد بن مبارك آل خليفة نائب رئيس مجلس الوزراء
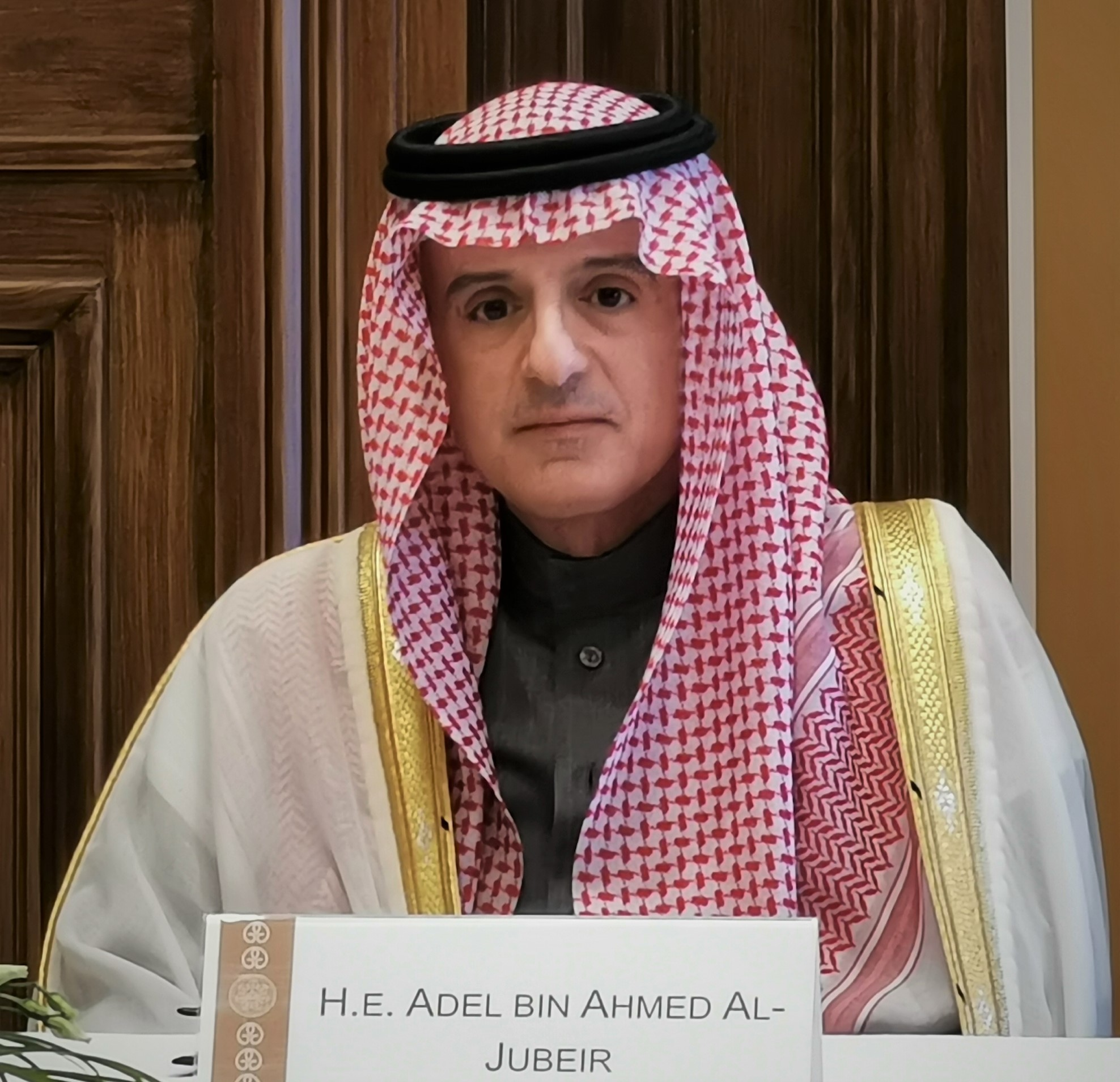
السعودية معالي السيد عادل بن أحمد الجبير وزير الخارجية
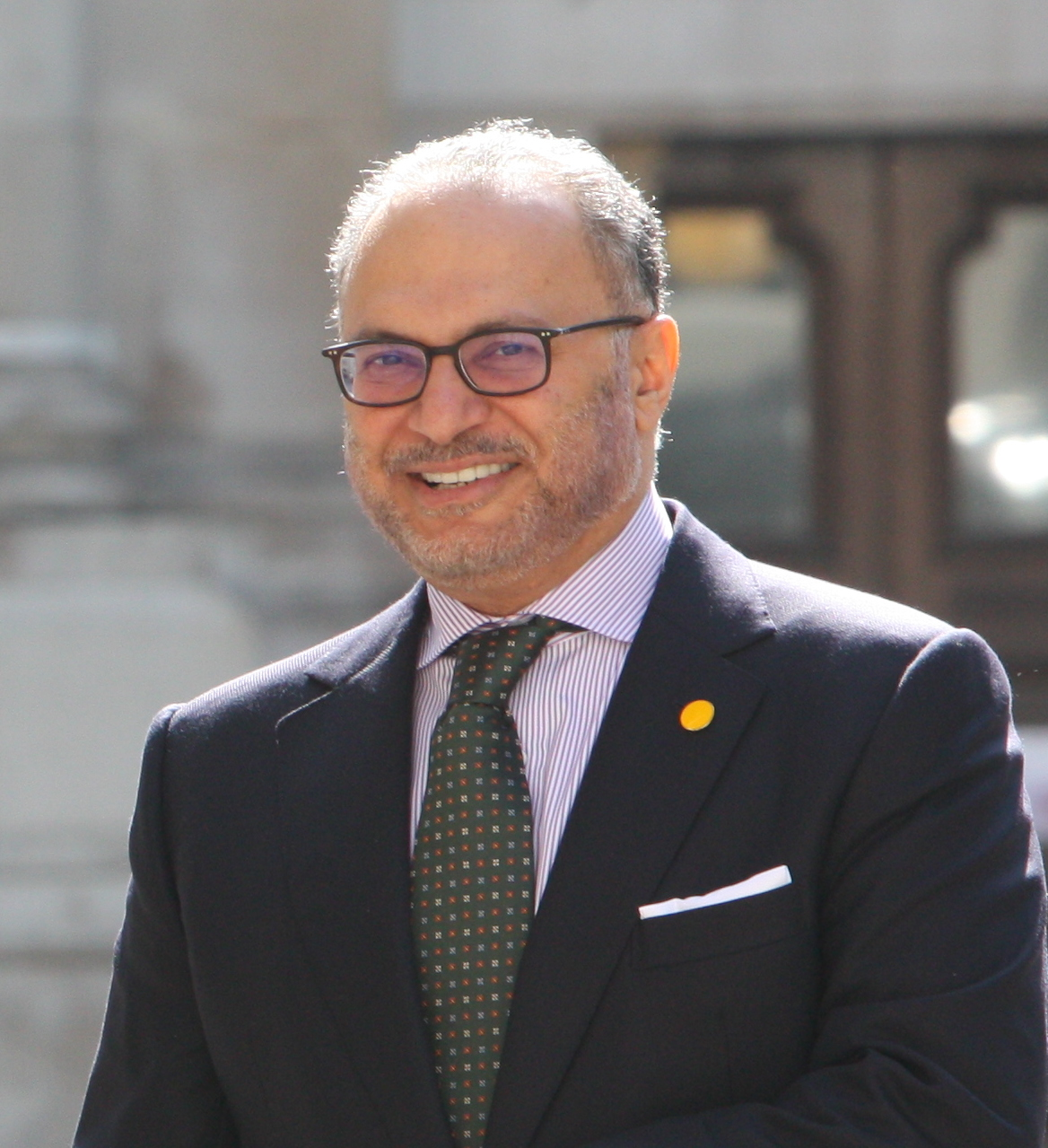
الإمارات العربية المتحدة معالي السيد أنور محمد قرقاش وزير الدولة للشؤون الخارجية
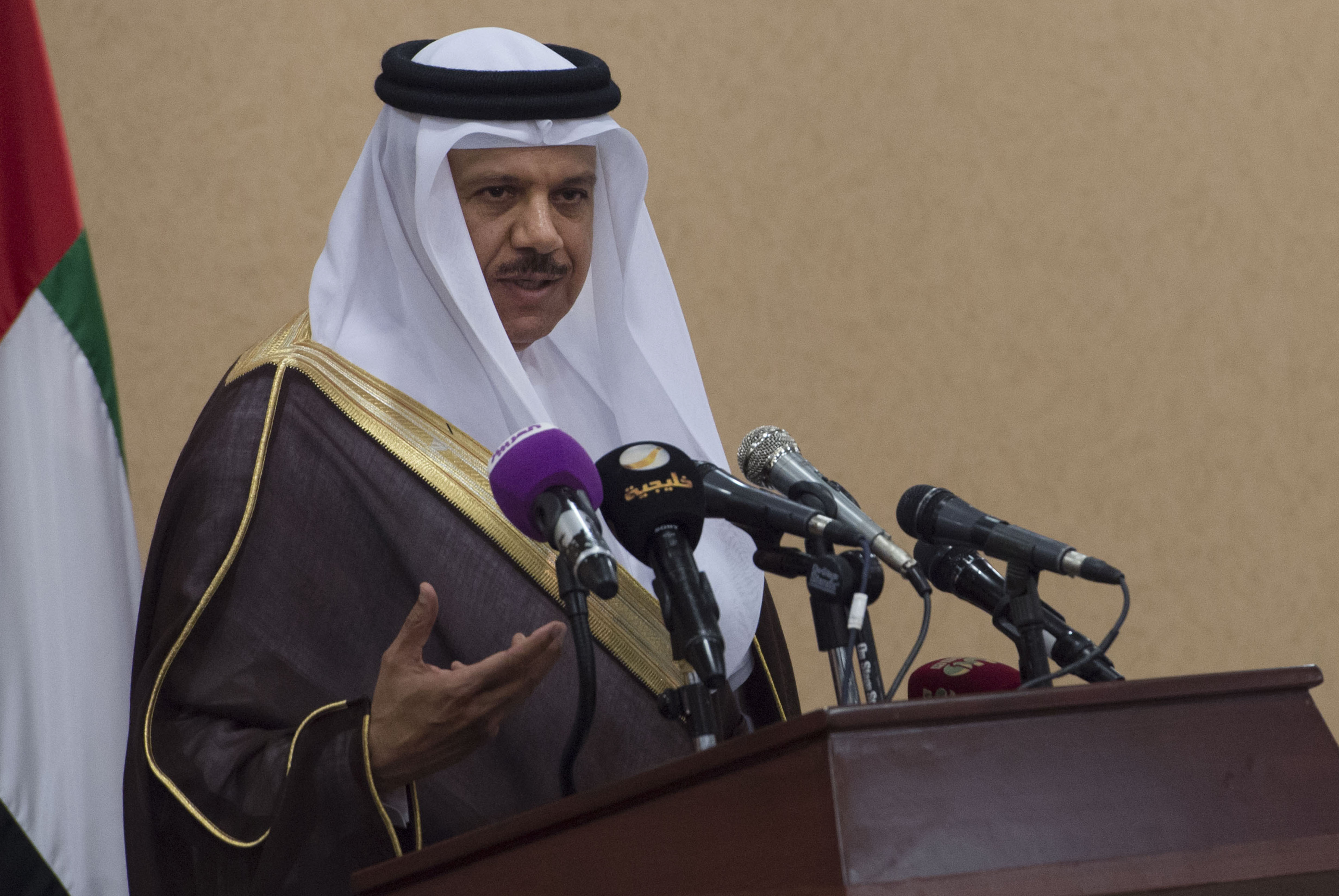
مجلس التعاون الخليجي: معالي الدكتور عبداللطيف بن راشد الزياني أمين عام مجلس التعاون لدول الخليج العربية